# Матто, Серхио
Серхио Армандо Матто Суарес (исп. Sergio Armando Matto Suárez; 13 октября 1930, Лас-Пьедрас, Канелонес — 23 ноября 1990, Итажаи, Санта-Катарина) — уругвайский баскетболист. Двукратный бронзовый призёр летних Олимпийских игр 1952 и 1956 годов, участник летних Олимпийских игр 1960 года, двукратный чемпион Южной Америки 1953 и 1955 годов, серебряный призёр чемпионата Южной Америки 1958 года.

## Биография
Серхио Матто родился 13 октября 1930 года в уругвайском городе Лас-Пьедрас.
Играл в баскетбол за «Пеньяроль» из Монтевидео.
В составе сборной Уругвая трижды выигрывал медали чемпионата Южной Америки: золотые в 1953 году в Монтевидео и в 1955 году в Кукуте, серебряную в 1958 году в Сантьяго.
В 1952 году вошёл в состав сборной Уругвая по баскетболу на летних Олимпийских играх в Хельсинки и завоевал бронзовую медаль. Провёл 7 матчей, набрал 28 очков (8 в матче со сборной Аргентины, 7 — с Болгарией, 6 — с СССР, 4 — с США, 2 — с Францией, 1 — с Венгрией).
В 1954 году участвовал в чемпионате мира в Рио-де-Жанейро, где уругвайцы заняли 6-е место. Провёл 8 матчей, набрал 15 очков.
В 1956 году вошёл в состав сборной Уругвая по баскетболу на летних Олимпийских играх в Мельбурне и завоевал бронзовую медаль. Провёл 6 матчей, набрал 31 очко (13 в матче со сборной Филиппин, 9 — с Тайванем, по 4 — с Чили и Болгарией, 1 — с Францией).
В 1960 году вошёл в состав сборной Уругвая по баскетболу на летних Олимпийских играх в Риме, занявшей 8-е место. Провёл 7 матчей, набрал 22 очка (10 в матче со сборной Испании, 6 — с Польшей, 4 — с Чехословакией, 2 — с СССР).
Умер 23 ноября 1990 года в бразильском городе Итажаи.